# 国药集团
国药集团（英語：China National Pharmaceutical Group Corporation），全称为中国医药集团有限公司或中国医药集团，是一家由中华人民共和国国务院授权国务院国有资产监督管理委员会管理的中央企业，是中央医药储备单位，是中国和亚洲综合实力和规模领先的综合性医药健康产业集团。集团拥有集科技研发、工业制造、物流分销、零售连锁、医疗健康、工程技术、专业会展、国际经营、金融投资等为一体的大健康全产业链。

## 历史
1998年11月26日由多家公司合并而成，属于国务院国有资产监督管理委员会，旗下有1000余家子公司和国药控股、国药股份、国药一致、天坛生物、现代制药、中国中药、太极集团和九强生物6家上市公司。员工总人数11万人。
2009年，該公司與中國生物技術集團公司合併。